# Dworkin Barimen
Dworkin Barimen je lik iz Amberskih kronika. 
Potječe iz kuće Barimen u Dvorima Kaosa. Nakon što je nepoznatom metodom dobio Zmijino lijevo oko (budući Sudnji kamen), pobjegao je u sjene i sreo Jednoroga. S njezinom pomoći i koristeći Zmijino oko, stvorio je primarni Uzorak i tako dao formu Amberu. Oberon, prvi kralj Ambera, očito je potomak Dworkina i Jednoroga, dok ostali potomci nisu poznati. 
Kroz godine, Dworkin je u Dvorima bio savjetnik i učitelj u korištenju moći Arkana, s čestim odsustvima u nepoznata mjesta. Njegovi učenici su i Bleys, Brand i Fiona. Kad je Uzorak oštećen, Dworkin je poludio pa ga je Oberon zatvorio. Na kraju se ipak pokazao korisnim, dok je Corwin bio zarobljen u tamnici, pomogao mu je pobjeći uz pomoć Arkane Svjetionika Cabra koju je nacrtao na zidu tamnice.
Dworkin, koji je najviši predstavnik reda i zakona, možda je dobio ime po filozofu Ronaldu Dworkinu. Dok je prezime Barimen anagram od "in Amber" (u Amberu).